# Хамидов, Абдул-Хамид Хамидович
Абдул-Хамид Хамидович Хамидов (15 октября 1920, Старые Атаги, Чеченский национальный округ — 6 июля 1969, Грозный) — чеченский актёр, писатель, поэт, драматург, переводчик, театральный деятель, Народный артист Чечено-Ингушской АССР (1959), член Союза писателей СССР (1943), председатель Союза писателей Чечено-Ингушской АССР (1959—1961).

## Биография
Родился в 1920 году в селе Старые Атаги Терской области (ныне Урус-Мартановский район Чеченской Республики) в семье крестьянина. В 1935 году окончил школу и поступил в педагогическое училище, которое в то время находилось в станице Серноводская. В 1938 году поступил в Московский театральный институт. Но окончить обучение не удалось — после начала Великой Отечественной войны он был отозван с четвёртого курса в Грозный для работы в театре.
Стал заниматься писательской деятельностью ещё в институте. Переводил на чеченский язык произведения российской и зарубежной классики: «Мещанин во дворянстве» Мольера (1939), «Власть тьмы» Льва Толстого (1939), «Отелло» Шекспира (1940) и ряд других.

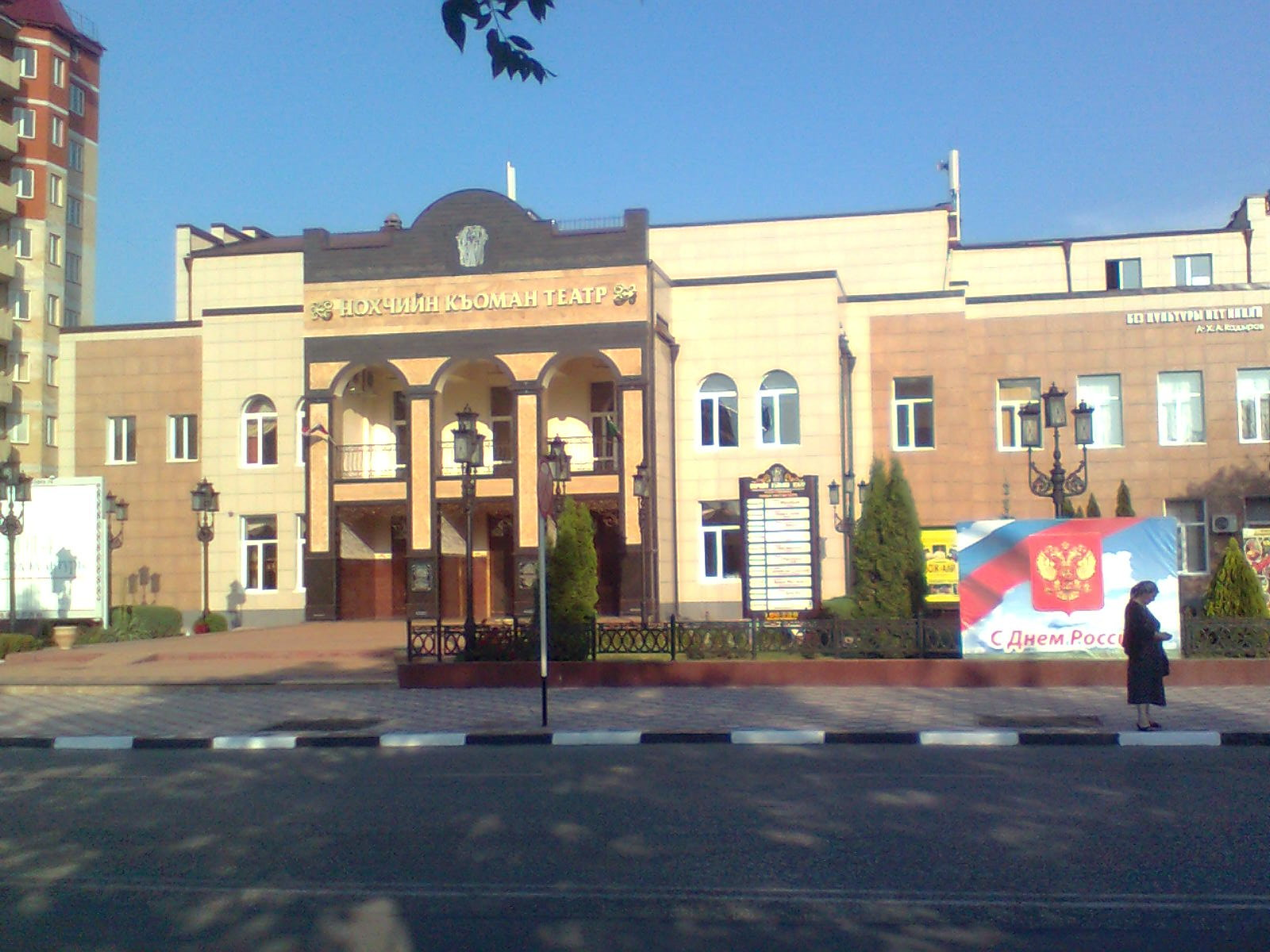
Чеченский государственный драматический театр имени Х. Нурадилова

В годы войны был актёром и директором Чечено-Ингушского государственного драматического театра. Театр часто выступал со спектаклями в армейских частях, госпиталях, перед строителями оборонительных сооружений. За эту работу 30 июня 1943 года Хамидову было присвоено звание Заслуженного артиста ЧИАССР.
В 1944 году, в депортации, был заведующим клубом свеклосовхоза и художественным руководителем Дворца культуры сахарного комбината Джамбульской области. В 1945 году стал директором республиканского Дома народного творчества Киргизской ССР, а затем — начальником отдела театров министерства культуры республики. С 1948 года — заведующий концертно-оперативным отделом Киргизской государственной филармонии. С 1950 года — старший методист Дома народного творчества республики. С 1955 года — заведующий отделом культуры газеты «Знамя труда». Впоследствии работал литературным консультантом Союза писателей Казахской ССР. Регулярно выступал в периодической печати Киргизии со статьями на театроведческие темы.
В 1957 году он воссоздал Чечено-Ингушский государственный ансамбль песни и танца (впоследствии ансамбль стал называться «Вайнах») и вместе с ансамблем вернулся на родину. В 1959—1961 годах был председателем Союза писателей ЧИАССР. В 1961—1962 годах был преподавателем национального отделения Ленинградского театрального института. Тогда же экстерном окончил актёрский факультет этого института. В 1959 году ему было присвоено звание Народного артиста ЧИАССР. В 1960 году вступил в КПСС.
В 1967 году на республиканском конкурсе художественных произведений пьеса Хамидова «Лийрбоцурш» («Бессмертные»), посвящённая подвигу Ханпаши Нурадилова, была отмечена второй премией и дипломом I степени Министерства культуры РСФСР. Бек Абадиев в газете «Грозненский рабочий» писал:
Новая пьеса Абдул-Хамида Хамидова «Бессмертные» — произведение сложное и по идейно-философской концепции, и по масштабности художественных обобщений. Посвященная войне, героям её, известным и безымянным, эта драма станет яркой страницей многотомной истории о героической борьбе советского народа в Великой Отечественной войне. Пьеса А. Хамидова при всём трагизме происходящих в ней событий — гимн жизни.

Тема интернациональной дружбы советского народа решена в ней ярко и выпукло. С болью в сердце и радостью рассказывает драматург о судьбах парней восемнадцати-девятнадцати лет, разных народов великой России. Они умирают, не дожив, не долюбив, но сердцем прикрывая Родину.
В 1967 году на Всесоюзном конкурсе новых драматических произведений спектакль «Падение Бож-Али» был награждён дипломом III степени. Этот спектакль, ныне переименованный в «Бож-Али», до сих с неизменным аншлагом ставится на сцене Чеченского театра. Главный герой его, Бож-Али, — весьма колоритная фигура, не лишённый остроумия энергичный человек. Но его слабости, неразборчивость в выборе друзей приводят к проблемам в жизни и семье. Пьеса была переведена на турецкий, арабский и другие языки и была поставлена на сценах театров Турции, Иордании, Сирии, Татарстана, Башкортостана и других.
Многие его стихи положили на музыку известные в Чечне композиторы Умар Бексултанов, А. Халебский, Зайнди Чергизбиев. Эти песни охотно исполняли лучшие чеченские певцы Султан Магомедов, Валид Дагаев, Мовлад Буркаев и другие. Многие из этих песен популярны до сих пор.
С 1962 года был директором Чечено-Ингушского драматического театра. С 1968 года до своей кончины был заместителем заведующего отделом агитации и пропаганды и заведующим сектором культуры Чечено-Ингушского обкома КПСС. Погиб 6 июля 1969 года в автокатастрофе.

## В искусстве
В 1964 году скульптор И. Д. Бекичев создал бюст А. Х. Хамидова.

## Награды и звания
- Заслуженный артист Чечено-Ингушской АССР (30 июня 1943 года);
- Медаль «За доблестный труд в Великой Отечественной войне 1941—1945 гг.» (1946 год);
- Народный артист Чечено-Ингушской АССР (1959 год).

## Произведения
- «Совдат и Дауд», пьеса (1943);
- «Абубешар», одноактная пьеса;
- «Безумный день Махсолты», сатирическая пьеса;
- «Девушка с гор», пьеса (в соавторстве с А. А. Алексеевым, 1960);
- «Падение Бож-Али», комедия;
- «Бессмертные», героическая драма;
- «Сизокрылый голубь», детская пьеса;
- «Дурда и Дарга», сатирический рассказ;
- «Похождения Гирмасолты», сатирический рассказ;
- «Платье — туда, платье — сюда», сатирический рассказ;
- «Экзамен», сатирический рассказ;

## Память
В 1984 году в Грозном на доме, в котором жил Хамидов, была установлена мемориальная доска.

### О творчестве А.-Х. Хамидова
на чеченском языке
- Сулаев М. Абубешар (чеченский) // Доттагӏалла. — 1959. — № 2.
- Шаипов И. Драматург, артист (чеченский) // Ленинан некъ : газета. — 1959. — № 14 июня.
- Чентиева М. Нохчийн литературан 40 шарахь хилла некъ (чеченский) // Орга : журнал. — 1960. — № 2.
- Музаев Н. Нохчийн керла исбаьхьаллин проза (чеченский) // Орга : журнал. — 1963. — № 3.
- Базоркин И. Халкъан комеди (чеченский) // Сердало : газета. — 1965. — № 22 мая.
- Мациев А., Эльмурзаев С. Бож-Iела (чеченский) // Ленинан некъ : газета. — 1965. — № 5 мая.
- Эдилов X. Дахар сцени тӏехь (чеченский) // Ленинан некъ : газета. — 1965. — № 13 июня.
- Хьалим Бурчаев. I-Хь. Хамидов а, нохчийн театр а (чеченский) // Даймохк : газета. — 2011. — № 141.
- Медигов Iалмирза. Халкъана йитина хазна (чеченский) // Машар : газета. — 2005. — № 11-12. — С. 4.
- Давлетбаев Э. Атагӏоша дагалецира гоьваьлла волу шайн юртахо (чеченский) // Даймохк : газета. — 2010. — № 128. — С. 3.
- Арсанукаев Iабдулла. Нохчийн драматургин цхьа лакхе (чеченский) // Даймохк : газета. — 2010. — № 116. — С. 3.
- Исламова Ж. Хамидов Iабдул-Хьамид вехар ву вайн иэсехь даиманна а (чеченский) // Гумс : газета. — 2007. — № 84-85. — С. 6.
- Шаипов И. Драматург а, халкъан артист а (чеченский) // Даймохк : газета. — 2009. — № 67. — С. 3.
- Алматова М. Башха могӏанаш (чеченский) // Терская новь : газета. — 2007. — № 85-86. — С. 6.
- Арсамирзаева А. Юртахочух дош (чеченский) // Даймохк : газета. — 2005. — № 82. — С. 3.
- Дадашев Iабдулла. Драматурган дахарера (чеченский) // Даймохк : газета. — 2005. — № 82. — С. 3.

на русском языке
- Лубин Е. Исцеление Бож-Али // Грозненский рабочий : газета. — 1965. — № 10 августа. — С. 3.
- Эсембаев М. Народная комедия // Грозненский рабочий : газета. — 1965. — № 14 октября.
- Кривицкий К. Падение Бож-Али // Театр : журнал. — 1965. — № 1.
- Вольфсон А. Спектакли, актёры, таланты // Литературная Россия : газета. — 1966. — № 10 июня.
- Полтавцев Вл. Плоды вчерашней завязи // Советская Россия : газета. — 1966. — № 11 июня.
- Гапаев А. Путешествие Бож-Али // Грозненский рабочий : газета. — 1967. — № 26 марта.
- Гуриева А. Улыбки, цветы, объятия // Грозненский рабочий : газета. — 1967. — № 18 апреля.
- Плиева Жанна. Самобытно о правде дня // Социалистическая Осетия : газета. — 1967. — № 24 апреля.
- Юровский Г. День творения // Театральная жизнь : журнал. — 1967. — № 22.
- Бессмертные. День творения // Грозненский рабочий : газета. — 1968. — № 18 ноября.
- Калита Л. Сын народа своего // Голос Чечено-Ингушетии : газета. — 1990. — № 18 ноября.
- Зарета Осмаева. Великий мастер народной комедии // Объединённая газета : газета. — 2005. — № 24. — С. 10-11.
- Адиз Кусаев. Поиски и находки драматурга // Вести республики : газета. — 2010. — № 211(1394). — С. 3.
- Подаривший нам «Бож-Али» // Вести республики : газета. — 2011. — № 244.